# Remorex
Remorex è un cavallo dal manto sauro, due volte vincitore del Palio di Siena, in entrambi i casi da "scosso".
Cavallo di razza mezzosangue a fondo inglese (con il 25,37 % di sangue arabo), è nato nel 2010 dallo stallone Dankeston e dalla fattrice Ghaya.

## Carriera
Remorex, prima ancora di correre il Palio straordinario del 2018, ha esordito in Piazza del Campo nel luglio 2015, partecipando alle "prove di addestramento" montato da Massimo Columbu detto Veleno II (proprietario e allenatore del cavallo). Dal 2016 al 2018 è sempre stato presente alla tratta dei cavalli, venendo selezionato la prima volta per disputare il Palio di ottobre 2018. 
Remorex ha corso il Palio di Asti nel 2017 e nel 2018 con i colori del Comune di Canelli, sempre montato da Veleno II, venendo eliminato rispettivamente in finale e in batteria.

## Le vittorie al Palio di Siena
Remorex è diventato l'assoluto protagonista del Palio straordinario corso per celebrare il centenario della prima guerra mondiale. Montato da Andrea Coghe detto Tempesta, è rimasto "scosso" dal secondo Casato. Pur senza fantino, ha proseguito completando l'ultimo giro di piazza Piazza del Campo, precedendo la contrada del Nicchio (unica contrada durante quel Palio a non finire scossa), entrando così nella storia plurisecolare del Palio di Siena.
Venne scelto per entrambi i Palii del 2019, a luglio per i colori del Drago e ad agosto nella Selva, nella quale, rimasto "scosso", ripete la performance dell'anno precedente beffando proprio sul traguardo la contrada del Bruco e portando alla vittoria dopo 4 anni la contrada della Selva.

## Presenze al Palio di Siena
Le vittorie sono evidenziate e indicate in neretto.
| Palio           | Contrada | Fantino                               |
| --------------- | -------- | ------------------------------------- |
| 20 ottobre 2018 | Tartuca  | Andrea Coghe detto Tempesta (scosso)  |
| 2 luglio 2019   | Drago    | Federico Arri detto Ares              |
| 16 agosto 2019  | Selva    | Giovanni Atzeni detto Tittìa (scosso) |
| 17 agosto 2022  | Tartuca  | Federico Arri detto Ares              |